# Anuszawan Gasan-Dżałałow
Anuszawan Rafaelowicz Gasan-Dżałałow (ros. Анушаван Рафаелович Гассан-Джалилов; ur. 23 kwietnia 1947 w Leninakanie) – rosyjski wioślarz reprezentujący ZSRR, brązowy medalista olimpijski i dwukrotny medalista mistrzostw świata.

## Kariera
Wystąpił na igrzyskach olimpijskich w Montrealu w 1976, osada ZSRR w składzie: Raul Arnemann, Nikołaj Kuzniecow, Walerij Dolinin i Anuszawan Gasan-Dżałałow zdobyła brązowy medal w czwórkach bez sternika. W finale uplasowali się o 5,10 sekundy za osadą NRD i o 1,30 sekundy za Norwegami. Był to jego jedyny start olimpijski.
W tej samej konkurencji zdobył także srebrne medale na mistrzostwach świata w Lucernie (1974) i mistrzostwach świata w Nottingham (1975). Ponadto zdobył brązowy medal w czwórkach ze sternikiem na mistrzostwach Europy w Kopenhadze (1971). 
Urodził się w Giumri na terenie dzisiejszej Armenii, jednak wychowywał się Leningradzie (obecnie Petersburgu). Po zakończeniu kariery w 1978 został trenerem. W 1984 został mianowany głównym trenerem RFSRR. W 1992 został prezesem Rosyjskiej Federacji Wioślarskiej. W 1996 wyemigrował do USA, gdzie mieszka w Nowym Jorku.